# Нефтяников (Кетовський район)
Нефтя́ников (рос. Нефтяников) — селище у складі Кетовського району Курганської області, Росія. Входить до складу Колесниковської сільської ради.
Населення — 240 осіб (2010, 251 у 2002).